# One Piece Film: Gold
One Piece Film: Gold (ワンピース フィルム ゴールド  Wan Pīsu Firumu: Gorudo?) es la decimotercera película de One Piece, basada en el manga homónimo de Eiichiro Oda. Es uno de los productos cinematográficos más exitosos de Toei Animation a nivel internacional y japonés así mismo como también de todas las películas de One Piece superando con creces su predecesora, One Piece Film Z (2012). Está dirigida por Hiroaki Miyamoto y escrita por Tsutomu Kuroiwa. Fue anunciada por primera vez después del especial "Episode of Sabo" el 22 de agosto de 2015, y su fecha de estreno en Japón fue el 23 de julio de 2016. Ha sido confirmada su licencia en Europa, aumentando así su estreno en 33 países, incluyendo España, donde se estrenó el 4 de noviembre de 2016 en castellano y catalán. También se estrenó en otros países como Francia, Alemania, Italia, Estados Unidos, Canadá, Singapur, China, Corea del Sur y México.

## Trama
La película trata sobre un barco de 10 km, considerado por el Gobierno Mundial como una nación independiente, que alberga la ciudad de entretenimiento más grande del mundo gobernada por Gild Tesoro, poseedor de la fruta Goru Goru no Mi (Fruta Oro-Oro), que le proporciona habilidades relacionadas con el oro. La banda de Sombrero de Paja es invitada a dicho barco para divertirse, pero se acaban torciendo las cosas...

## Personajes y doblaje
| Personaje         | Voz en japonés                                  | Voz en España                                                 | Voz en Hispanoamérica                        |
| ----------------- | ----------------------------------------------- | ------------------------------------------------------------- | -------------------------------------------- |
| Monkey D. Luffy   | Mayumi Tanaka                                   | Jaime Roca                                                    | Ayari Rivera                                 |
| Roronoa Zoro      | Kazuya Nakai                                    | Jorge Saudinós                                                | Dafnis Fernández                             |
| Nami              | Akemi Okamura                                   | Diana Torres                                                  | Georgina Sánchez                             |
| Usopp             | Kappei Yamaguchi                                | Pepe Carabias                                                 | Rolando de la Fuente                         |
| Sanji             | Hiroaki Hirata                                  | Alfredo Martínez                                              | Noé Velázquez                                |
| Tony Tony Chopper | Ikue Ōtani                                      | Luis Vicente Ivars                                            | Nallely Solís                                |
| Nico Robin        | Yuriko Yamaguchi                                | Rosa Campillo                                                 | Kerygma Flores                               |
| Franky            | Kazuki Yao                                      | Miguel Ángel Pérez                                            | Galo Balcázar                                |
| Brook             | Chō                                             | José Posada                                                   | Darío Olivares                               |
| Gild Tesoro       | Kazuhiro Yamaji Takahiro Sakurai (Joven y Niño) | Juan Antonio Bernal Jordi Nogueras (Joven) Nina Romero (Niño) | Idzi Dutkiewicz Eleazar Muñoz (Joven y Niño) |
| Carina            | Hikari Mitsushima                               | Elisa Beuter                                                  | Romina Marroquín Payró                       |
| Tanaka            | Gaku Hamada                                     | Alberto Mieza                                                 | José Gilberto Vilchis                        |
| Baccarat          | Nanao Arai                                      | Marta Barbará                                                 | Ana Lobo                                     |
| Raise Max         | Kin'ya Kitaōji                                  | Luis Porcar                                                   | Víctor Delgado                               |
| Rikka             | Chika Sakamoto                                  | Nuria Trifol                                                  | Isabel Martiñón                              |
| Sabo              | Tōru Furuya                                     | Jordi Nogueras                                                | Rodrigo Acevedo                              |
| Koala             | Satsuki Yukino                                  | Nina Romero                                                   | Elena Torres                                 |
| Sakazuki "Akainu" | Fumihiko Tachiki                                | Rafael Ordóñez Arrieta                                        | Osvaldo Trejo Rodríguez                      |
| Rob Lucci         | Tomokazu Seki                                   | José Manuel Oliva                                             | Ismael Verástegui                            |
| Spandam           | Masaya Onosaka                                  | Josep Manel Casany                                            | Roberto Mendiola                             |
| Alba              | Nanase Nishino                                  |                                                               |                                              |
| Bit               | Ayaka Miyoshi                                   | Silvia Cabrera                                                |                                              |
| Camael            | Masakazu Mimura                                 |                                                               |                                              |
| Curve             | Ryō Narita                                      |                                                               |                                              |
| Dice              | Kendo Kobayashi                                 | Rafael Ordóñez Arreta                                         | Víctor Hugo Aguilar                          |
| Stella            | Gi Ryoko                                        | Greta Ruiz                                                    |                                              |
| Double Down       | Naoto Takenaka                                  | Arturo de la Rosa                                             | Héctor Moreno                                |
| Jimmy Myers       | Korokke                                         | Josep Manel Casany                                            |                                              |
| Kent Beef Jr.     | Arata Furuta                                    | José Luis Siruana                                             | Jorge Ornelas                                |
| Kiruko            | Arisa Sato                                      | Rosa López                                                    |                                              |
| Long Long         | Wataru Takagi                                   | Rafa Nácher                                                   |                                              |
| Morkin            | Nadal                                           |                                                               |                                              |
| Pork              | Arata Furuta                                    |                                                               |                                              |
| Lepre             | Rena Takeda                                     | Silvia Cabrera                                                |                                              |
| Whitejack         | Naoto Takenaka                                  | Arturo de la Rosa                                             |                                              |
| Mad Treasure      | Shun Oguri                                      | José Luis Siruana                                             | Rubén Moya                                   |

## EnEspaña
En España fue estrenada en cines el 4 de noviembre de 2016 con pases en castellano y catalán y fue lanzada en formato doméstico el 12 de abril de 2017 en castellano, catalán y japonés con subtítulos en castellano, catalán y portugués.